# فهرست وابسته‌های دیپلماتیک آلبانی

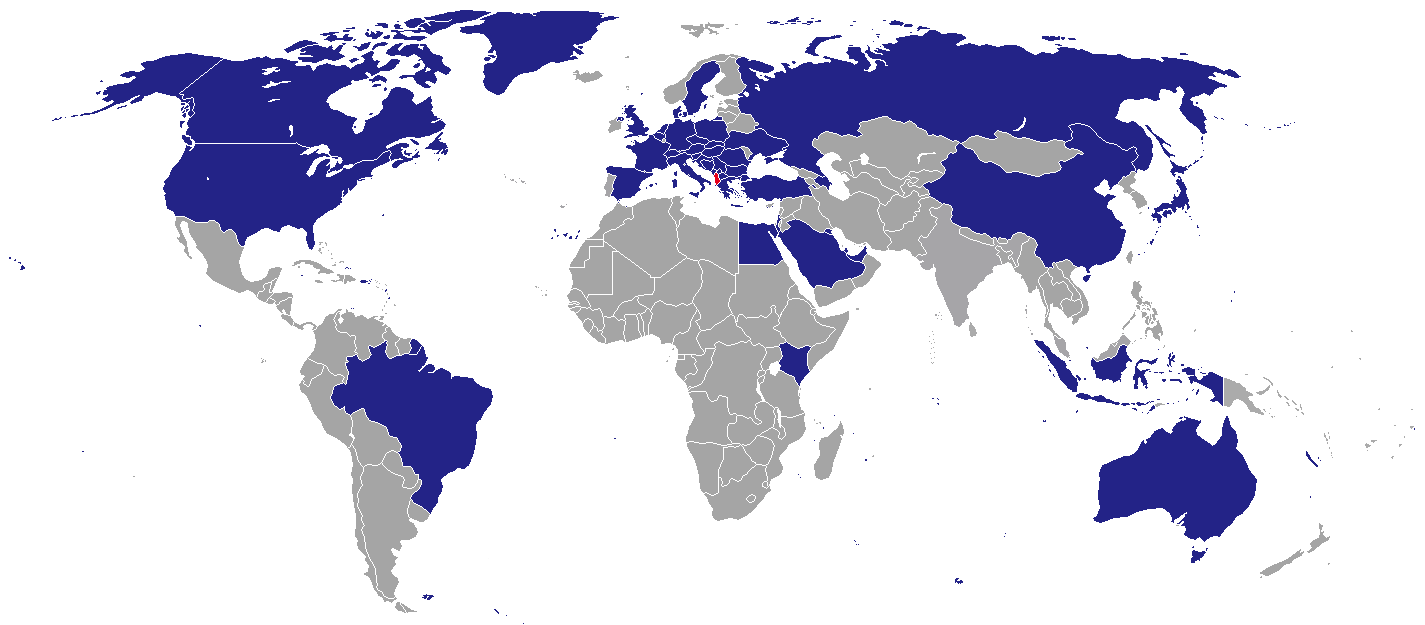
نقشه کشورهای دربردارنده سفارت آلبانی

فهرست سفارت‌های آلبانی، فهرستی از ماموریت‌های دیپلماتیک کشور آلبانی می‌باشد. آلبانی در ۴۳ کشور جهان، سفارتخانه و ۶ مرکز کنسولگری دارد.

## آسیا

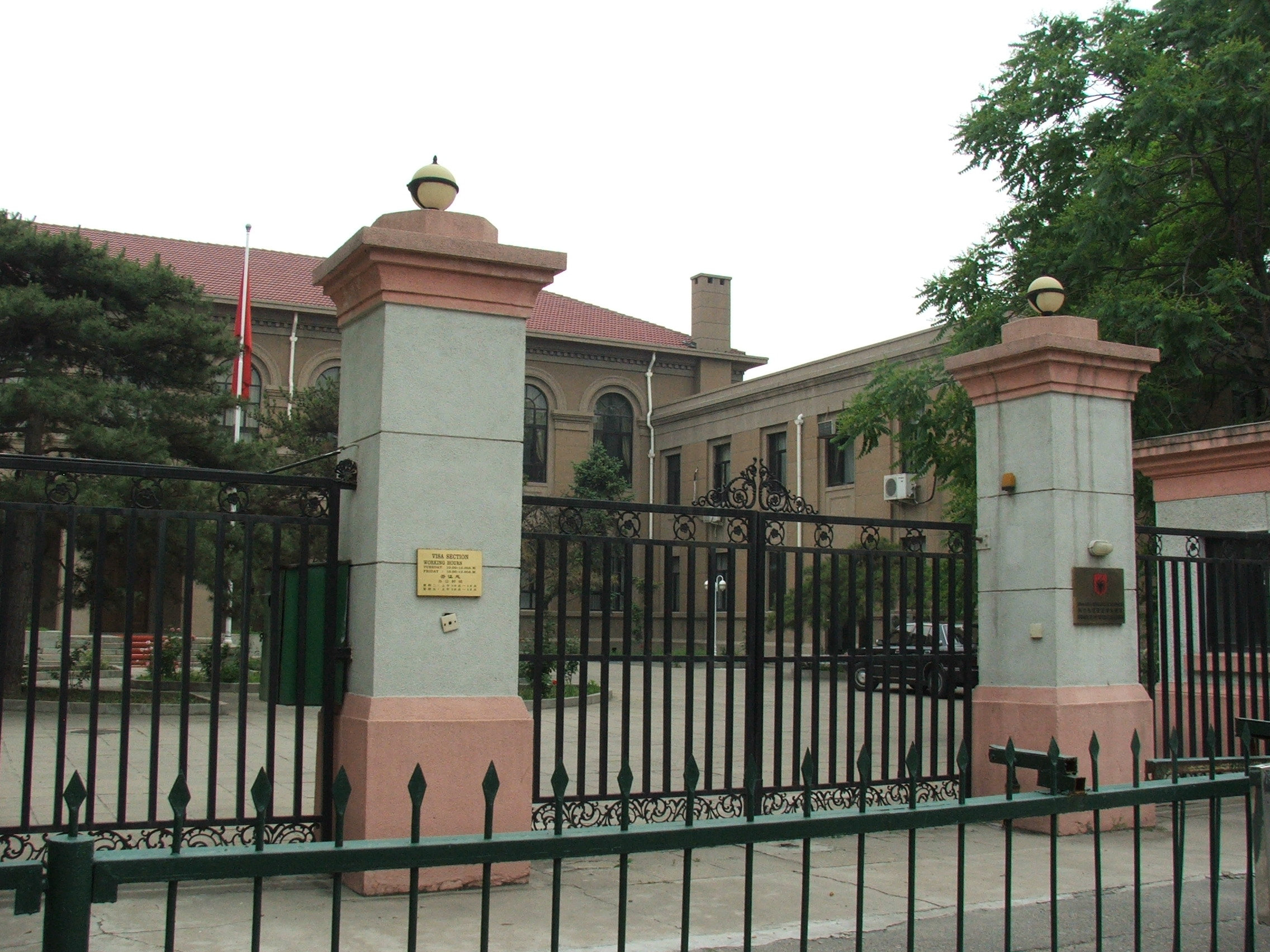
سفارتخانه آلبانی در پکن

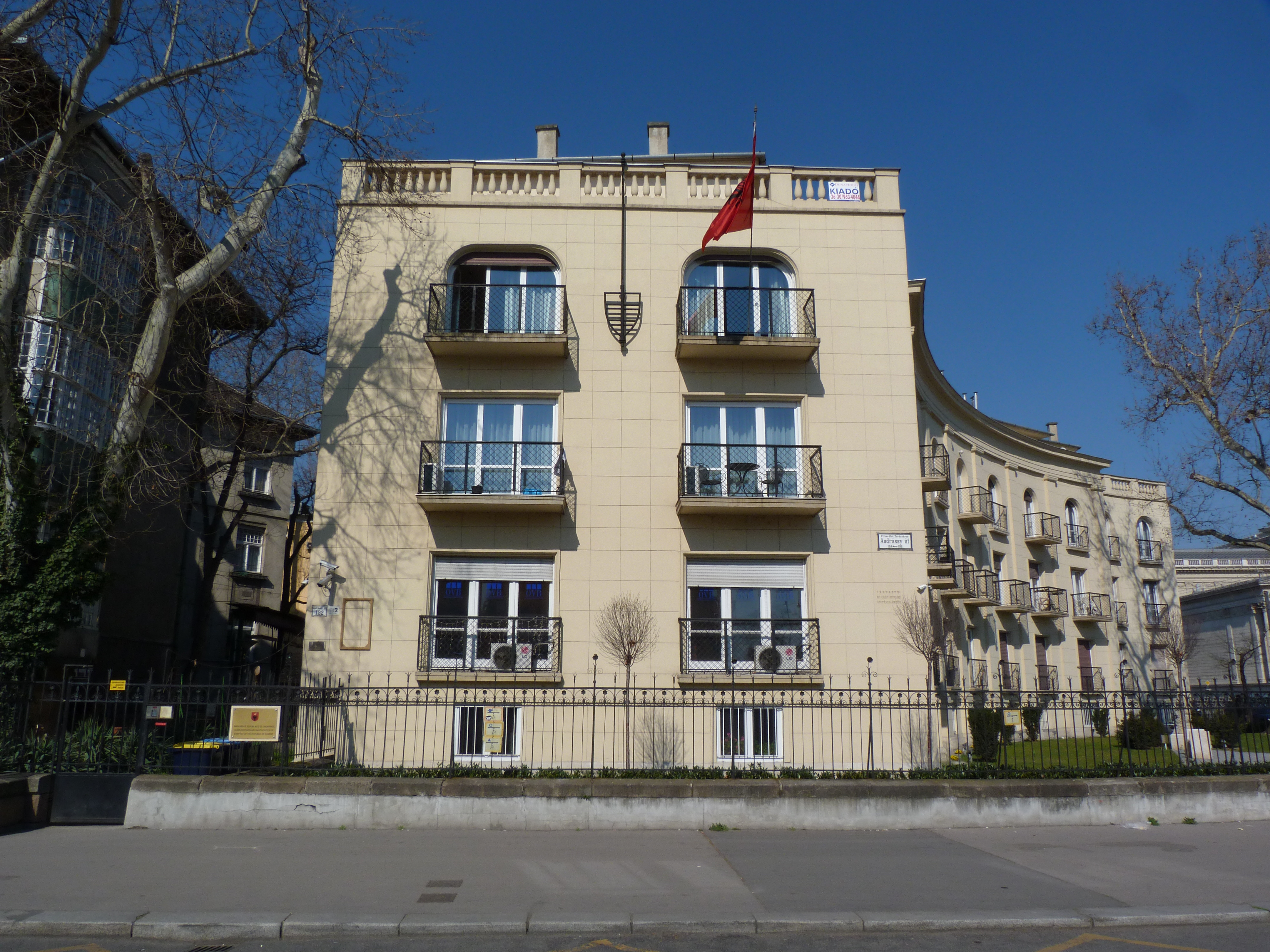
سفارتخانه آلبانی در بوداپست

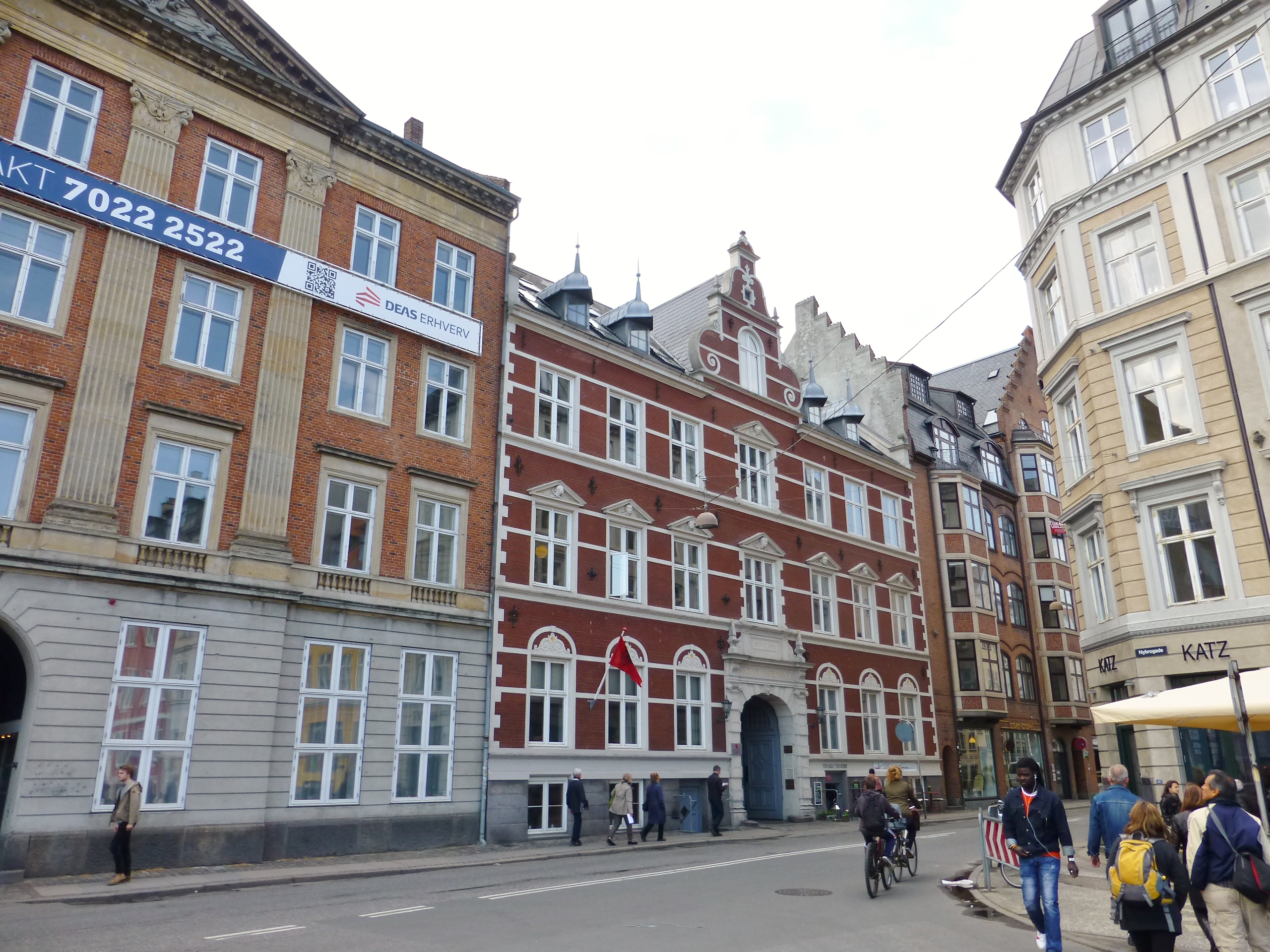
سفارتخانه آلبانی در کپنهاگ

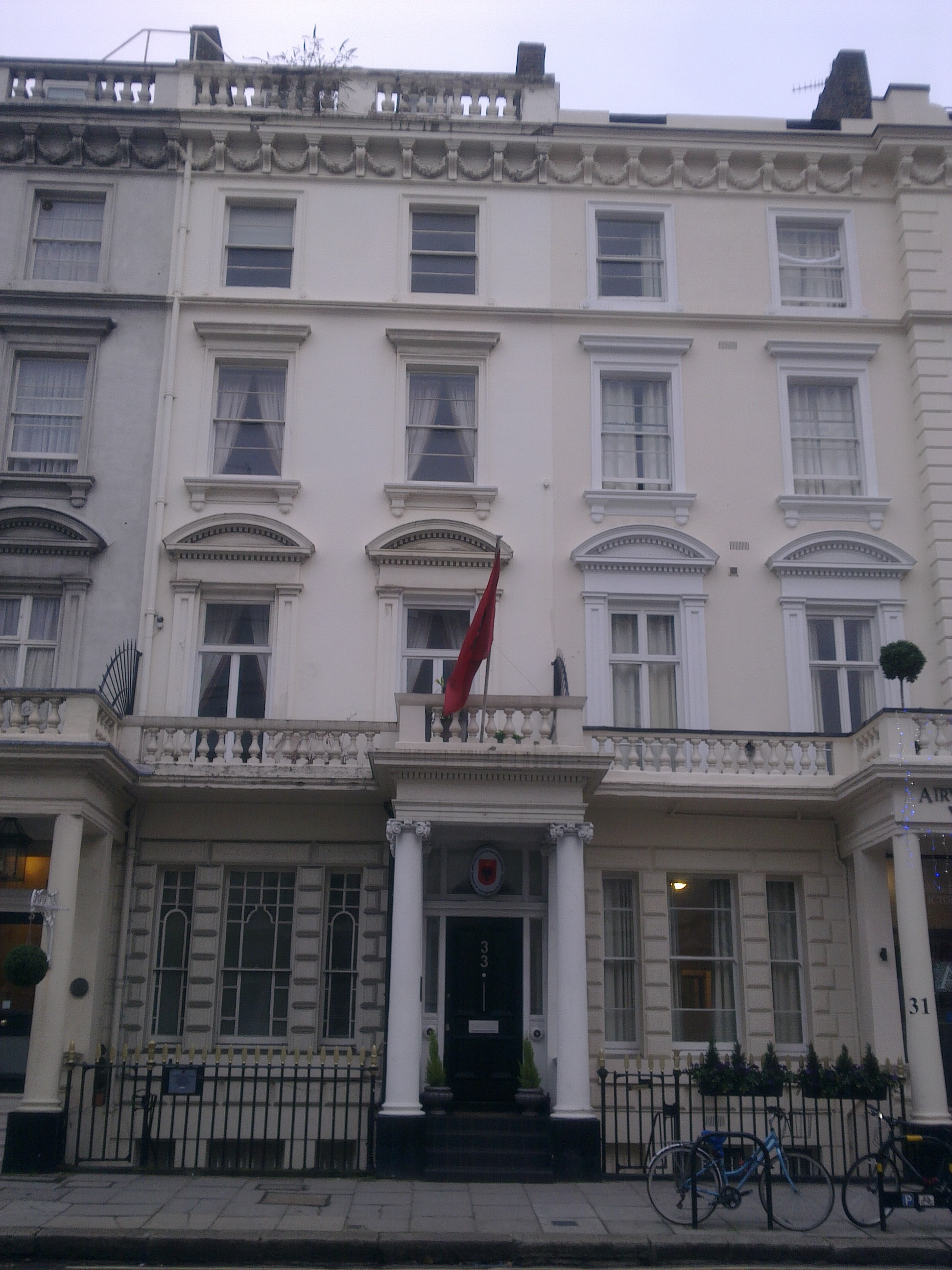
سفارتخانه آلبانی در لندن

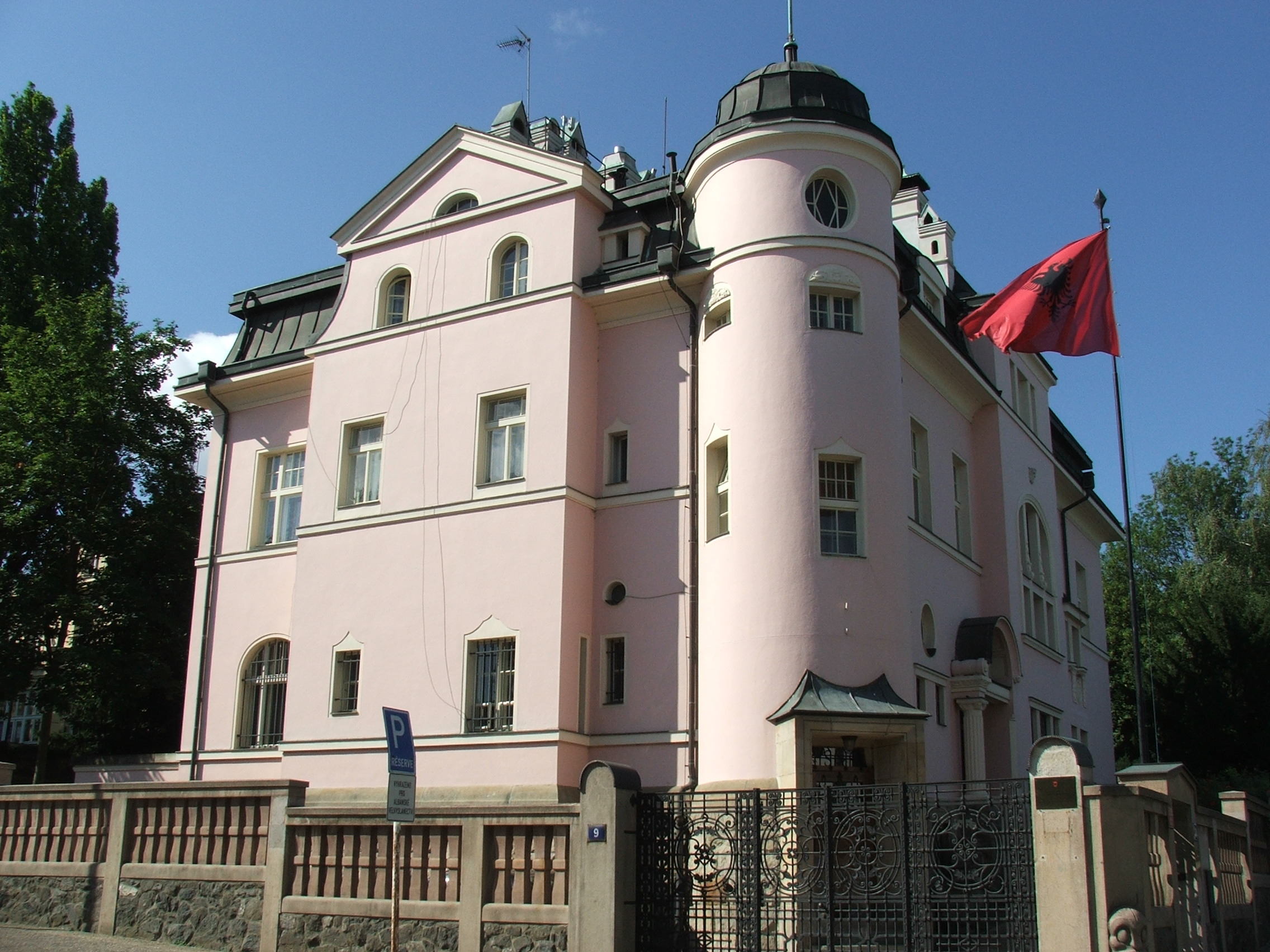
سفارتخانه آلبانی در پراگ

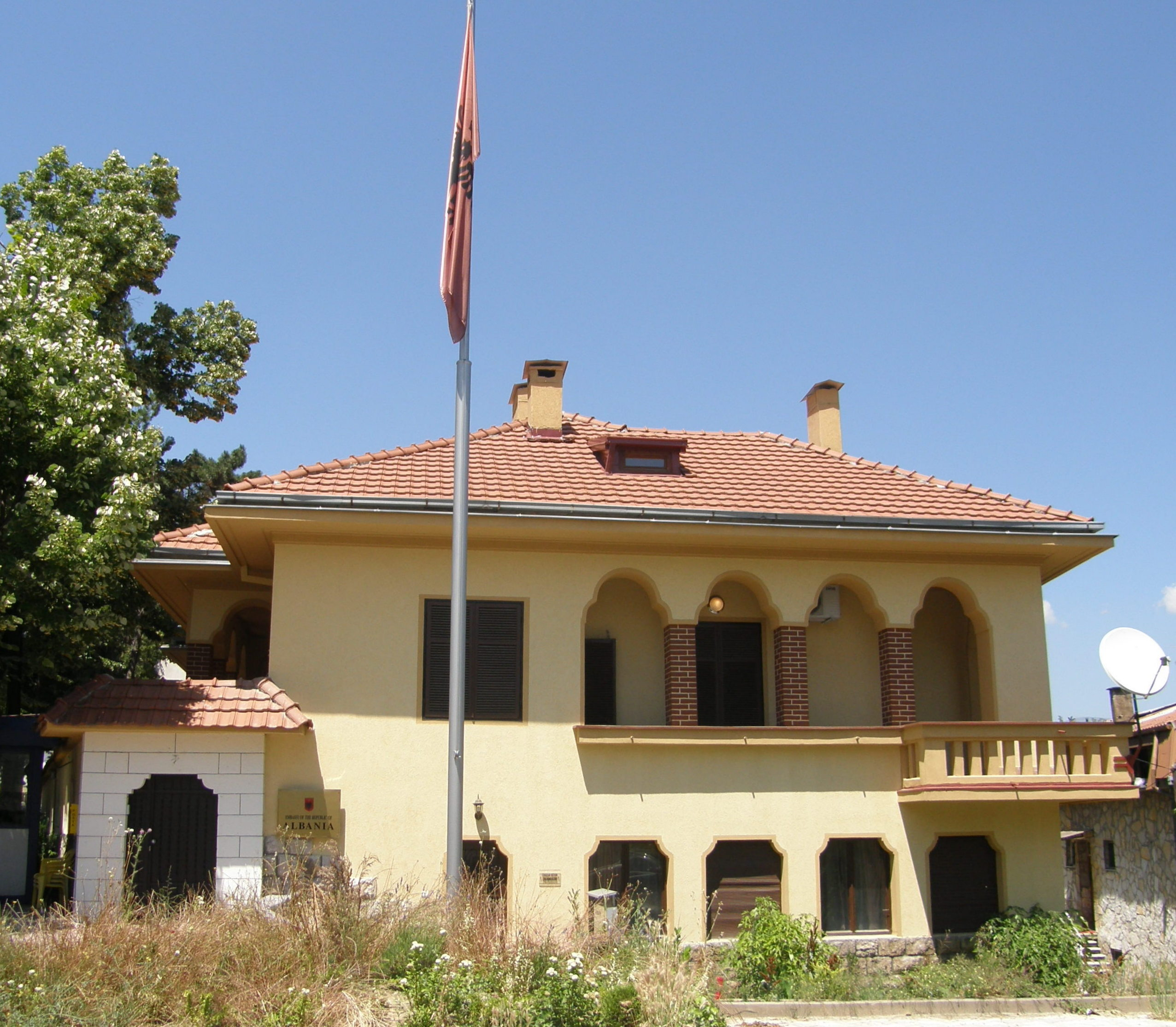
سفارتخانه آلبانی در اسکوپیه

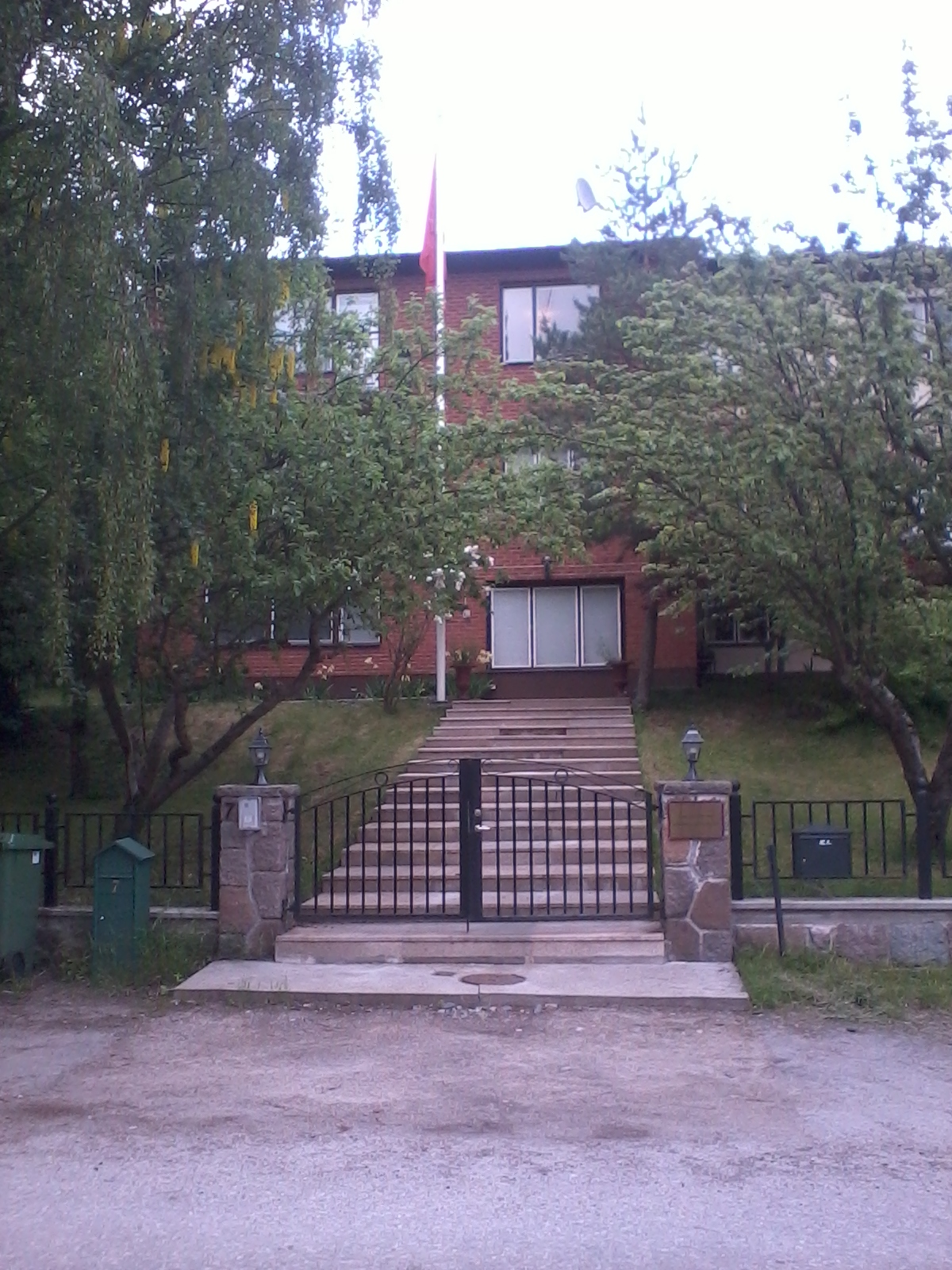
سفارتخانه آلبانی در استکهلم

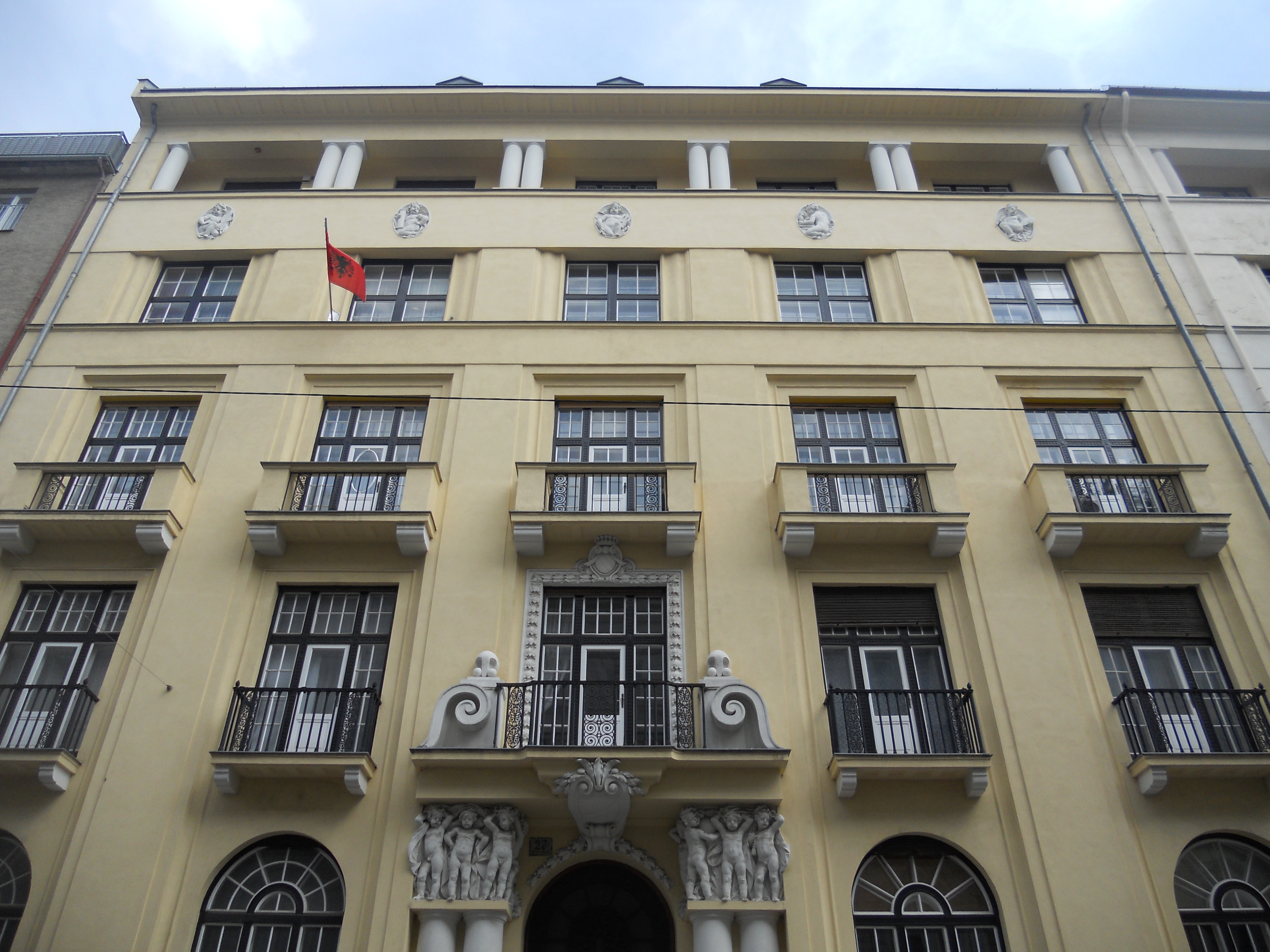
سفارتخانه آلبانی در وین

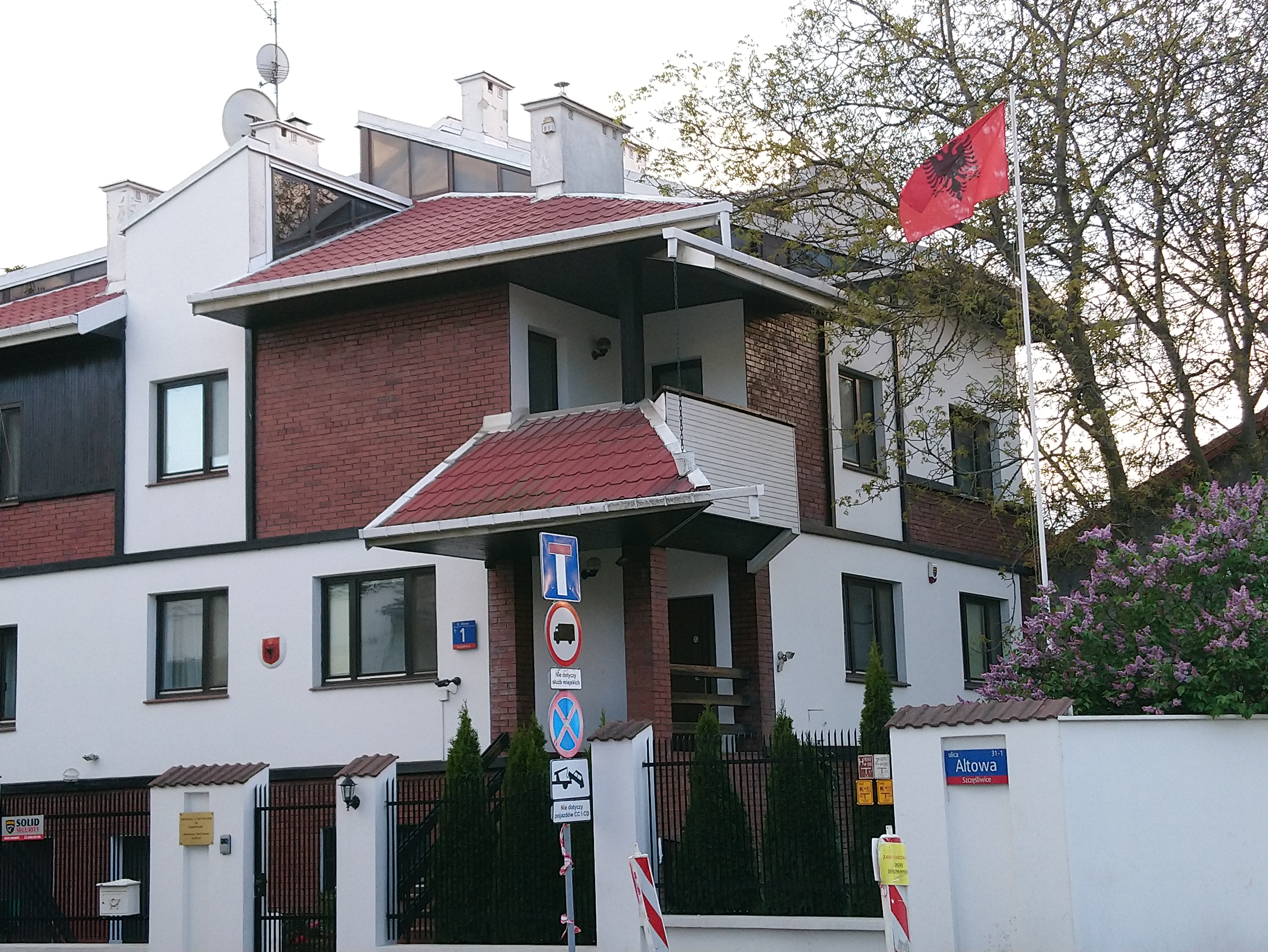
سفارتخانه آلبانی در ورشو

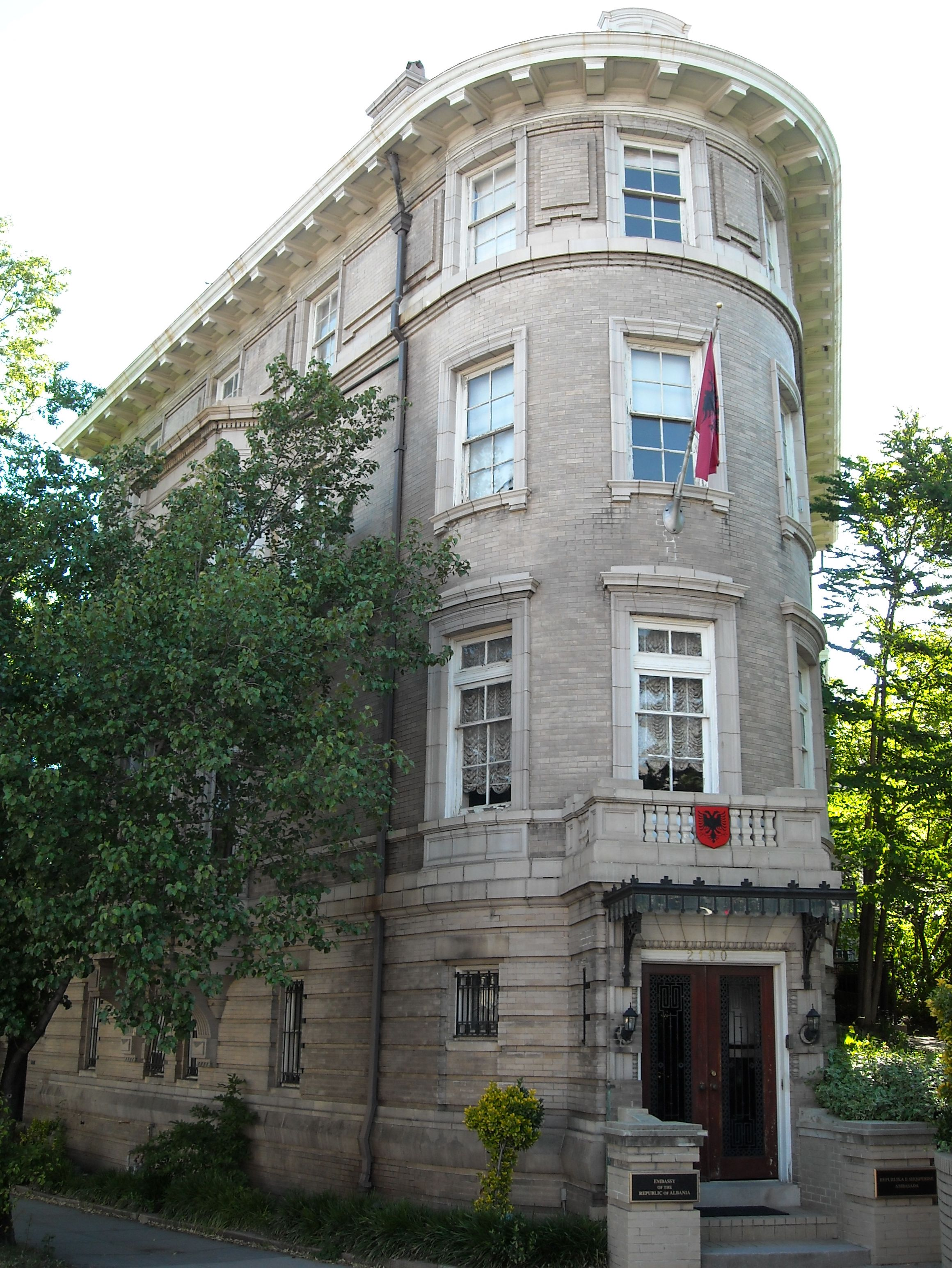
سفارتخانه آلبانی در واشنگتن دی سی

- اسرائیل
  - تل آویو (سفارت)
- امارات متحده عربی
  - ابوظبی (سفارت)
- ترکیه
  - آنکارا (سفارت)
  - استانبول (کنسولگری)
- چین
  - پکن (سفارت)
- ژاپن
  - توکیو (سفارت)
- عربستان سعودی
  - ریاض (سفارت)
- قطر
  - دوحه (سفارت)
- کویت
  - کویت (سفارت)

## آفریقا
- مصر
  - قاهره (سفارت)

## آمریکا
- ایالات متحده آمریکا
  - واشنگتن دی سی (سفارت)
    - نیویورک (کنسولگری)
- برزیل
  - برازیلیا (سفارت)
- کانادا
  - اتاوا (سفارت)

## اروپا
- آلمان
  - برلین (سفارت)
  - مونیخ (کنسولگری)
- اتریش
  - وین (سفارت)
- اسپانیا
  - مادرید (سفارت)
- ایتالیا
  - رم (سفارت)
- بریتانیا
  - لندن (سفارت)
- بلژیک
  - بروکسل (سفارت)
- بلغارستان
  - صوفیه (سفارت)
- کرواسی
  - زاگرب (سفارت)
- جمهوری چک
  - پراگ (سفارت)
- دانمارک
  - کپنهاگ (سفارت)
- فرانسه
  - پاریس (سفارت)
- یونان
  - آتن (سفارت)
  - یوآنینا (کنسولگری)
  - تسالونیکی (کنسولگری)
- سریر مقدس
  - رم (سفارت)
- مجارستان
  - بوداپست (سفارت)
  - باری (کنسولگری)
  - میلان (کنسولگری)
- کوزوو
  - پریشتینا (سفارت)
- مقدونیه شمالی
  - اسکوپیه (سفارت)
- مونته‌نگرو
  - پودگوریتسا (سفارت)
- هلند
  - لاهه (سفارت)
- لهستان
  - ورشو (سفارت)
- رومانی
  - بخارست (سفارت)
- روسیه
  - مسکو (سفارت)
- صربستان
  - بلگراد (سفارت)
- اسلواکی
  - براتیسلاوا (سفارت)
- اسلوونی
  - لیوبلیانا (سفارت)
- سوئد
  - استکهلم (سفارت)
- سوئیس
  - برن (سفارت)

## سازمان‌های چند جانبه
- بروکسل (مأموریت دائم بهناتو)
- جده (مأموریت دائمی به سازمان همکاری اسلامی)
- نیویورک (مأموریت دائمی به سازمان ملل متحد)
- پاریس (مأموریت دائمی به یونسکو)
- استراسبورگ (مأموریت دائمی به شورای اروپا)
- وین (مأموریت دائمی در دفتر سازمان ملل متحد در وین و سازمان امنیت و همکاری اروپا)